# 海藻寄せ
海藻寄せ（かいそうよせ）は、茨城県鹿島灘沿岸部や石岡市で食されている郷土料理。海藻のコトジツノマタやツノマタを煮て、型に流し、冷やして固めた食品である。コトジツノマタのほうが高価であり、粘りが強い。
固まったものをひと口大に切り、好みで青のりと鰹節を加え、醤油や酢醤油をかけて食す。
茨城県南東部の鹿行地域では、正月に欠かせない料理である。海藻寄せの味付けはさっぱりとしており、濃い味付けが多い御節料理の箸休めとして重宝されている。
鹿嶋市は鹿島港ができるまでは港がなく、船の横づけも困難であったため、海に面してはいても海産物には恵まれていなかった。石岡市は内陸部であり、今日ではスーパーマーケットなどで手軽に入手できるが、海産物の行商人は特別なもの、海産物は贅沢な食材であった。年末になると、銚子から来た商人が正月用にコトジツノマタを売りにきていたことから、鹿行地域では御節料理に海藻寄せが加えられるようになった。
若い人はあまり食べなくなったが、年配の人は正月に限らず日常的に食している。